# Gesù predice il suo tradimento

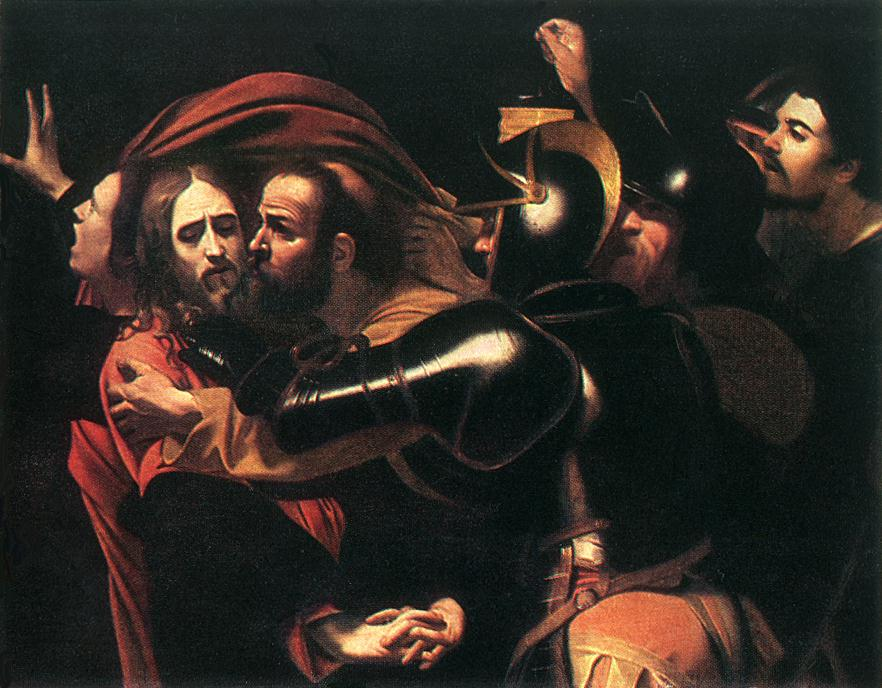
Il bacio di Giuda di Caravaggio

Quello in cui Gesù predice il suo tradimento è un episodio del Nuovo Testamento che è incluso in tutti e quattro i Vangeli canonici.
Questa previsione si svolge durante l'Ultima Cena di Matteo 26,24-25, Marco 14,18-21, Luca 22,21-23 e Giovanni 13,21-30.

## Nei Vangeli
Nel Vangelo di Giovanni, la previsione è preceduta dall'affermazione nel passo 13,17-18, Gesù sapeva che Giuda Iscariota lo avrebbe tradito: "Se sapete queste cose, siete beati se le fate. Io non parlo di voi tutti; io so quelli che ho scelti; ma, perché sia adempita la Scrittura, colui che mangia il mio pane, ha levato contro di me il suo calcagno."
La benedizione nel Vangelo di Giovanni non è quindi rivolta a Giuda Iscariota.
In Matteo 26,23-25 Gesù conferma l'identità del traditore:
"Certo, il Figlio dell'uomo se ne va, come è scritto di lui, ma guai a quell'uomo per cui il Figlio dell'uomo è tradito! Meglio sarebbe per cotest'uomo, se non fosse mai nato. E Giuda, che lo tradiva, prese a dire: Sono io quello, Maestro? E Gesù a lui: L'hai detto."
I resoconti evangelici non risultano però concordi sullo svolgimento di alcuni eventi, essendo questi riportati secondo le necessità redazionali e teologiche degli autori: i vangeli di Marco e di Matteo riportano che Giuda Iscariota è identificato come il traditore perché egli intinge contemporaneamente a Gesù la mano nel piatto, mentre quello di Giovanni sostiene che Giuda viene identificato perché Gesù intinge un boccone e glielo porge; inoltre, in merito al momento di tale identificazione, sempre secondo Marco e Matteo questa avviene prima che Gesù istituisca l'eucaristia, a differenza di Luca che la pone successivamente a questa istituzione.

Lo storico e teologo cristiano Rudolf Bultmann evidenzia, inoltre, il carattere leggendario della rivelazione del traditore da parte di Gesù durante l'ultima cena, anche perché, dopo le preoccupate richieste dei discepoli, stranamente nessuno dei presenti reagisce in alcun modo a tale rivelazione.

## Nella Scolastica
Citando san Giovanni Crisostomo, san Tommaso d'Aquino affermò che Dio scelse Giuda come Suo apostolo sulla sola base dei suoi peccati precedenti e del suo stato di grazia al tempo della chiamata apostolica. Ciò non esclude che Dio Onnipotente e Onnisciente fosse già a conoscenza del suo futuro tradimento, una informazione che fu ignorata perché si adempissero le profezie.

### Riferimenti
1. ↑   Mt 26,24-25, su La Parola - La Sacra Bibbia in italiano in Internet.
2. ↑   Mc 14,18-21, su La Parola - La Sacra Bibbia in italiano in Internet.
3. ↑   Lu 22,21-23, su La Parola - La Sacra Bibbia in italiano in Internet.
4. ↑   Gv 13,21-30, su La Parola - La Sacra Bibbia in italiano in Internet.
5. ↑   Gv 13,17-18, su La Parola - La Sacra Bibbia in italiano in Internet.
6. ↑  Craig A. Evans, 2005, The Bible Knowledge Background Commentary: John's Gospel, Hebrews-Revelation ISBN 0781442281 pagina 122
7. ↑   Mt 26,23-25, su La Parola - La Sacra Bibbia in italiano in Internet.
8. ↑  Cfr anche, oltre alle fonti sottostanti: Raymond E. Brown, The Death of the Messiah Vol. 1, Anchor Yale Bible, 2010, pp. 4-24, ISBN 978-0-300-14009-5; Raymond E. Brown, The Death of the Messiah Vol. 2, Anchor Yale Bible, 2010, p. 1406, ISBN 978-0-300-14010-1; John Dominic Crossan, Gesù una biografia rivoluzionaria, Ponte alle Grazie, 1994, pp. 16-21, ISBN 88-7928-270-0.
9. ↑  Venuta la sera, egli giunse con i Dodici. Ora, mentre erano a mensa e mangiavano, Gesù disse: «In verità vi dico, uno di voi, colui che mangia con me, mi tradirà». Allora cominciarono a rattristarsi e a dirgli uno dopo l'altro: «Sono forse io?». Ed egli disse loro: «Uno dei Dodici, colui che intinge con me nel piatto. Il Figlio dell'uomo se ne va, come sta scritto di lui, ma guai a quell'uomo dal quale il Figlio dell'uomo è tradito! Bene per quell'uomo se non fosse mai nato!». ( Mc14,17-21, su laparola.net.).
10. ↑  Venuta la sera, si mise a mensa con i Dodici. Mentre mangiavano disse: «In verità io vi dico, uno di voi mi tradirà». Ed essi, addolorati profondamente, incominciarono ciascuno a domandargli: «Sono forse io, Signore?». Ed egli rispose: «Colui che ha intinto con me la mano nel piatto, quello mi tradirà. Il Figlio dell'uomo se ne va, come è scritto di lui, ma guai a colui dal quale il Figlio dell'uomo viene tradito; sarebbe meglio per quell'uomo se non fosse mai nato!». Giuda, il traditore, disse: «Rabbì, sono forse io?». Gli rispose: «Tu l'hai detto». ( Mt26,20-25, su laparola.net.).
11. ↑  Dette queste cose, Gesù si commosse profondamente e dichiarò: «In verità, in verità vi dico: uno di voi mi tradirà». I discepoli si guardarono gli uni gli altri, non sapendo di chi parlasse. Ora uno dei discepoli, quello che Gesù amava, si trovava a tavola al fianco di Gesù. Simon Pietro gli fece un cenno e gli disse: «Di', chi è colui a cui si riferisce?». Ed egli reclinandosi così sul petto di Gesù, gli disse: «Signore, chi è?». Rispose allora Gesù: «È colui per il quale intingerò un boccone e glielo darò». E intinto il boccone, lo prese e lo diede a Giuda Iscariota, figlio di Simone. E allora, dopo quel boccone, satana entrò in lui. Gesù quindi gli disse: «Quello che devi fare fallo al più presto». Nessuno dei commensali capì perché gli aveva detto questo; alcuni infatti pensavano che, tenendo Giuda la cassa, Gesù gli avesse detto: «Compra quello che ci occorre per la festa, oppure che dovesse dare qualche cosa ai poveri. Preso il boccone, egli subito uscì. Ed era notte». ( Gv13,21-30, su laparola.net.).
12. ↑  Venuta la sera, egli giunse con i Dodici. Ora, mentre erano a mensa e mangiavano, Gesù disse: «In verità vi dico, uno di voi, colui che mangia con me, mi tradirà». Allora cominciarono a rattristarsi e a dirgli uno dopo l'altro: «Sono forse io?». Ed egli disse loro: «Uno dei Dodici, colui che intinge con me nel piatto.» [...] Mentre mangiavano prese il pane e, pronunziata la benedizione, lo spezzò e lo diede loro, dicendo: «Prendete, questo è il mio corpo». Poi prese il calice e rese grazie, lo diede loro e ne bevvero tutti. E disse: «Questo è il mio sangue, il sangue dell'alleanza versato per molti. In verità vi dico che io non berrò più del frutto della vite fino al giorno in cui lo berrò nuovo nel regno di Dio». ( Mc14,17-25, su laparola.net.).
13. ↑  Venuta la sera, si mise a mensa con i Dodici. Mentre mangiavano disse: «In verità io vi dico, uno di voi mi tradirà». Ed essi, addolorati profondamente, incominciarono ciascuno a domandargli: «Sono forse io, Signore?». Ed egli rispose: «Colui che ha intinto con me la mano nel piatto, quello mi tradirà.» [...] Ora, mentre essi mangiavano, Gesù prese il pane e, pronunziata la benedizione, lo spezzò e lo diede ai discepoli dicendo: «Prendete e mangiate; questo è il mio corpo». Poi prese il calice e, dopo aver reso grazie, lo diede loro, dicendo: «Bevetene tutti, perché questo è il mio sangue dell'alleanza, versato per molti, in remissione dei peccati. Io vi dico che da ora non berrò più di questo frutto della vite fino al giorno in cui lo berrò nuovo con voi nel regno del Padre mio». ( Mt26,20-29, su laparola.net.).
14. ↑  Quando fu l'ora, prese posto a tavola e gli apostoli con lui, e disse: «Ho desiderato ardentemente di mangiare questa Pasqua con voi, prima della mia passione, poiché vi dico: non la mangerò più, finché essa non si compia nel regno di Dio». E preso un calice, rese grazie e disse: «Prendetelo e distribuitelo tra voi, poiché vi dico: da questo momento non berrò più del frutto della vite, finché non venga il regno di Dio». Poi, preso un pane, rese grazie, lo spezzò e lo diede loro dicendo: «Questo è il mio corpo che è dato per voi; fate questo in memoria di me». Allo stesso modo dopo aver cenato, prese il calice dicendo: «Questo calice è la nuova alleanza nel mio sangue, che viene versato per voi. Ma ecco, la mano di chi mi tradisce è con me, sulla tavola. Il Figlio dell'uomo se ne va, secondo quanto è stabilito; ma guai a quell'uomo dal quale è tradito!». Allora essi cominciarono a domandarsi a vicenda chi di essi avrebbe fatto ciò. ( Lc22,14-23, su laparola.net.).
15. ↑  Raymond E. Brown, Joseph A. Fitzmyer, Roland E. Murphy, Nuovo Grande Commentario Biblico, Queriniana, 2002, p. 934, ISBN 88-399-0054-3.
16. ↑  Bibbia TOB, Nuovo Testamento, Vol.3, Elle Di Ci Leumann, 1976, p. 275.
17. ↑  Raymond E. Brown, The Death of the Messiah Vol. 2, Anchor Yale Bible, 2010, p. 1398, ISBN 978-0-300-14010-1.
18. ↑  Rudolf Bultmann, History of the Synoptic Tradition, Hendrickson Publisher, 1963, p. 265, ISBN 1-56563-041-6.
19. ↑  Sul destino eterno di Giuda e sul motivo della creazione dell’uomo